# Karl Börjesson
Karl Johan Eugenius Börjesson, född 6 november 1877 i Malmö, död 13 juli 1941 i Adolf Fredriks församling i Stockholm, var en svensk bokhandlare. Han skapade ett av landets mest välrenommerade antikvariat, Björck & Börjesson, som under många år huserade i hela fastigheten på adressen Drottninggatan 62 i Stockholm.
Börjesson började redan vid 16 års ålder att arbeta och självutbilda sig i olika antikvariat i landet. Efter ett par år i Helsingfors återvände han 1901 till Stockholm, där han blev medhjälpare i Albert Björcks antikvariat. Från 1905 hette företaget Björck & Börjesson och från 1906 var Karl Börjesson ensam ägare. 1908 ombildades bolaget till aktiebolag.
Antikvariatet blev med åren Skandinaviens största, och under Börjessons tid i antikvariatet utgavs 350 kataloger om sammanlagt mer än 430 000 boknummer. Flera av antikvariatets specialkataloger, bland annat i ämnena topografi och svensk skönlitteratur, är eftersökta bland boksamlare. 
Björck & Börjesson bedrev också en betydande förlagsverksamhet, bland annat med serien "Berömda filosofer". Förlaget gav också ut tolv av August Strindbergs böcker.